# BMW na dirkah 1000 km Österreichringa (1000 km Zeltwega)
1000 km Österreichringa je bila vzdržljivostna avtomobilistična dirka, ki je potekala med letoma 1969 in 1976 ter nato spet med letoma 1997 in 2001 na dirkališču Österreichring v mestu Spielberg, bolj poznanem kot A1-Ring, danes imenovanem Red Bull Ring dolžine 4,318 km. Med letoma 1966 in 1968 je bila poznana kot 1000 km Zeltwega, tudi kot 500 km Zeltwega, ko je potekala na opuščeni vojaški letališki stezi Zeltweg dolžine 3,2 km in se nato l.1969 preselila na okoli 5 km oddaljeno dirkališče Österreichring. Večkrat je bila del svetovnega prvenstva športnih dirkalnikov.
- Sezona 1976:

BMW je nastopil z dirkalnikom BMW 3.0 CSL in ekipo Schnitzer BMW. Dirkača sta bila Avstijec Dieter Quester in Šved Gunnar Nilsson. Na dirki sta prevozila 187 krogov s časom 6:00:16.400 in zmagala skupno.